# Orangebauch-Lappenschnäpper

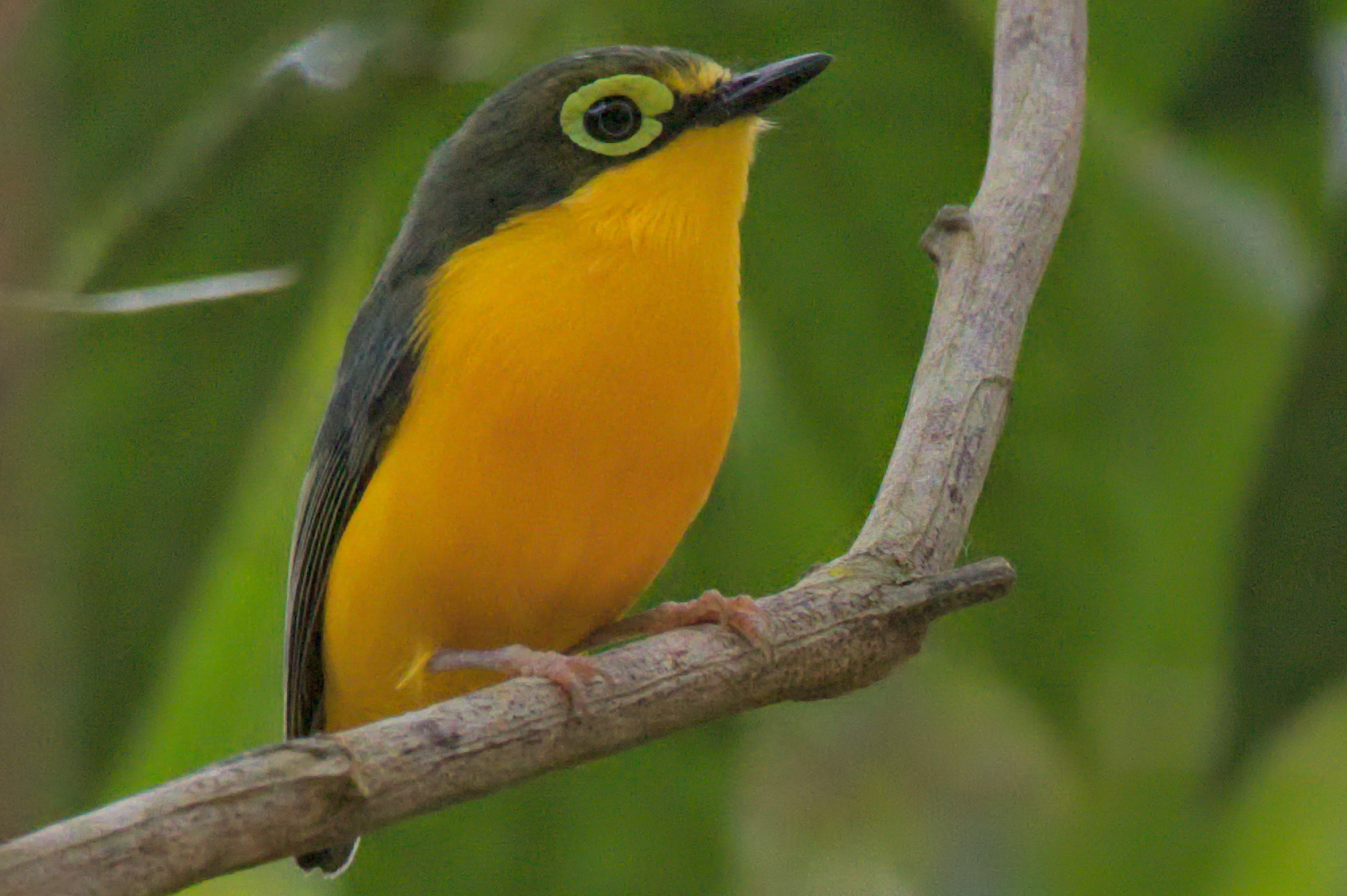
Orangebauch-Lappenschnäpper in Angola

Der Orangebauch-Lappenschnäpper, auch Gelbbauch-Lappenschnäpper,  (Platysteira concreta, Syn.: Dyaphorophyia concreta) ist ein Vogel aus der Familie der Afrikaschnäpper (Platysteiridae).
Er kommt in Subsahara-Afrika in einem breiten Streifen von West bis Ost vor sowie im Osten Südafrikas und auf Madagaskar.
Das Verbreitungsgebiet umfasst feuchten Tiefwald und tropischen oder subtropischen feuchten Bergwald mit dichtem Bewuchs, gerne im Primärwald von 700–2500 m Höhe.
Die Art ist ein Standvogel.
Das Artepitheton kommt von lateinisch concretus ‚stark, kräftig‘.

## Aussehen
Die Art ist 9–10 cm groß und wiegt 9–15 g, ein kleiner, plumper, kurzflügeliger Lappenschnäpper mit kurzem Schwanz. Das Männchen ist matt olivgrün auf der Oberseite mit gelbem Bürzel, die Unterseite ist leuchtend gelb, Es weist sehr große apfelgrüne Überaugenlappen auf. Charakteristisch ist die durchgängig goldgelbe oder hell kastanienbraune Unterseite. Das Weibchen hat mehr grau-grün oben, ist an der Kehle und Brust orange bis kastanienbraun überhaucht. Jungvögel sind matter gefärbt, der Überaugenlappen ist grau, an den Flügeldecken finden sich einige gelbbraune Federspitzen.

## Stimme
Der Ruf des Männchens wird als sehr rhythmische Folge gleichmäßig und ohne Variation beschrieben bestehend aus 3 höheren Tönen, 2 abfallenden und am Ende ansteigendem peitschenartigem „wi-pipi wi wu kwip!“.

## Geografische Variation
Es werden folgende Unterarten anerkannt:
- P. c. concreta Hartlaub, 1855, Nominatform, – Sierra Leone bis Ghana, dunkler auf der Oberseite, unten mehr kastanienbraun. Kinn und Kehle goldgelb[7]
- P. c. ansorgei (E. J. O. Hartert, 1905), – Westangola, blasser und grauer[7]
- P. c. graueri (E. J. O. Hartert, 1908), – Nigeria bis Gabun, Demokratische Republik Kongo und Westkenia
- P. c. kungwensis (Reginald Ernest Moreau, 1941), – Westtansania, auf der Oberseite schiefergrau, blassgelb unten, bläulicher Überaugenlappen[5]

## Lebensweise
Die Nahrung besteht aus Insekten, die überwiegend bodennah gesucht werden. Die Art ist gerne Teil gemischter Jagdgemeinschaften.

## Fortpflanzung
Die Brutzeit liegt zwischen Dezember und April in Kamerun und im März in Angola. Die Art ist wohl monogam, das Nest wird vom Weibchen in 1–3 m Höhe gebaut. Das Gelege besteht aus 1–2 blass grünen oder cremefarbenen Eiern mit kleinen braunen Flecken. Das Weibchen brütet über 16 Tage. Jungvögel bleiben 3 bis 5 Monate bei den Eltern als Familiengruppe.

## Gefährdungssituation
Der Bestand gilt als nicht gefährdet (Least Concern).